# إلياس كاريوكا
إلياس كاريوكا (بالبرتغالية: Elias Carioca‏) هو لاعب كرة قدم برازيلي، ولد في 21 ديسمبر 1999 في نيلوبوليس في البرازيل. لعب مع نادي سانتا كروز.